# La Haye-Bellefond
Pour les articles homonymes, voir Haye et Bellefond.
La Haye-Bellefond est une commune française, située dans le département de la Manche en région Normandie, peuplée de 67 habitants.

## Géographie
La commune est au centre du département de la Manche. Son bourg est à 9 km au nord de Percy, à 12 km à l'ouest de Tessy-sur-Vire, à 12 km au sud-est de Cerisy-la-Salle et à 20 km au sud de Saint-Lô. Couvrant 282 hectares, son territoire est le moins étendu du canton de Percy.
Situés en retrait des principaux axes routiers locaux, le territoire et son bourg sont traversés par la route départementale no 27 menant à l'est à Moyon et au Guislain à l'ouest. À l'est du bourg, elle partage un tronçon avec la D 208 qui conduit vers Soulles au nord et rejoint Villebaudon et Beaucoudray au sud-est. Au sud-ouest, se raccordant sur la D 27, la D 89 permet de rejoindre Maupertuis. L'accès à l'A84 est à Pont-Farcy (échangeur 39) à 15 km à l'est vers Caen et à La Colombe (échangeur 38) à 16 km au sud vers Rennes.
La Haye-Bellefond est dans le bassin de la Sienne, par son affluent la Soulles qui borde la commune à l'est. Le ruisseau de la Girardière la rejoint au sud-est après avoir marqué la limite sud.
Le point culminant (137 m) se situe en limite sud-ouest, près du lieu-dit la Gabanterie de la commune du Guislain. Le point le plus bas (92 m) correspond à la sortie de la Soulles du territoire, au nord. La commune est bocagère.
| Soulles     | Soulles, Moyon    | Moyon-Villages (comm. dél. de Moyon) |
| Le Guislain | La Haye-Bellefond | Villebaudon                          |
| Le Guislain | Maupertuis        | Villebaudon                          |

### Hydrographie
La commune est située dans le bassin Seine-Normandie. Elle est drainée par la Soulles, un bras de la Soulles, le fossé 12 de la Lande, la Girardiere, la Soulles et un autre petit cours d'eau,.
La Soulles, d'une longueur de 52 km, prend sa source dans la commune de Percy-en-Normandie et se jette  dans la Sienne à Heugueville-sur-Sienne, après avoir traversé 19 communes. 

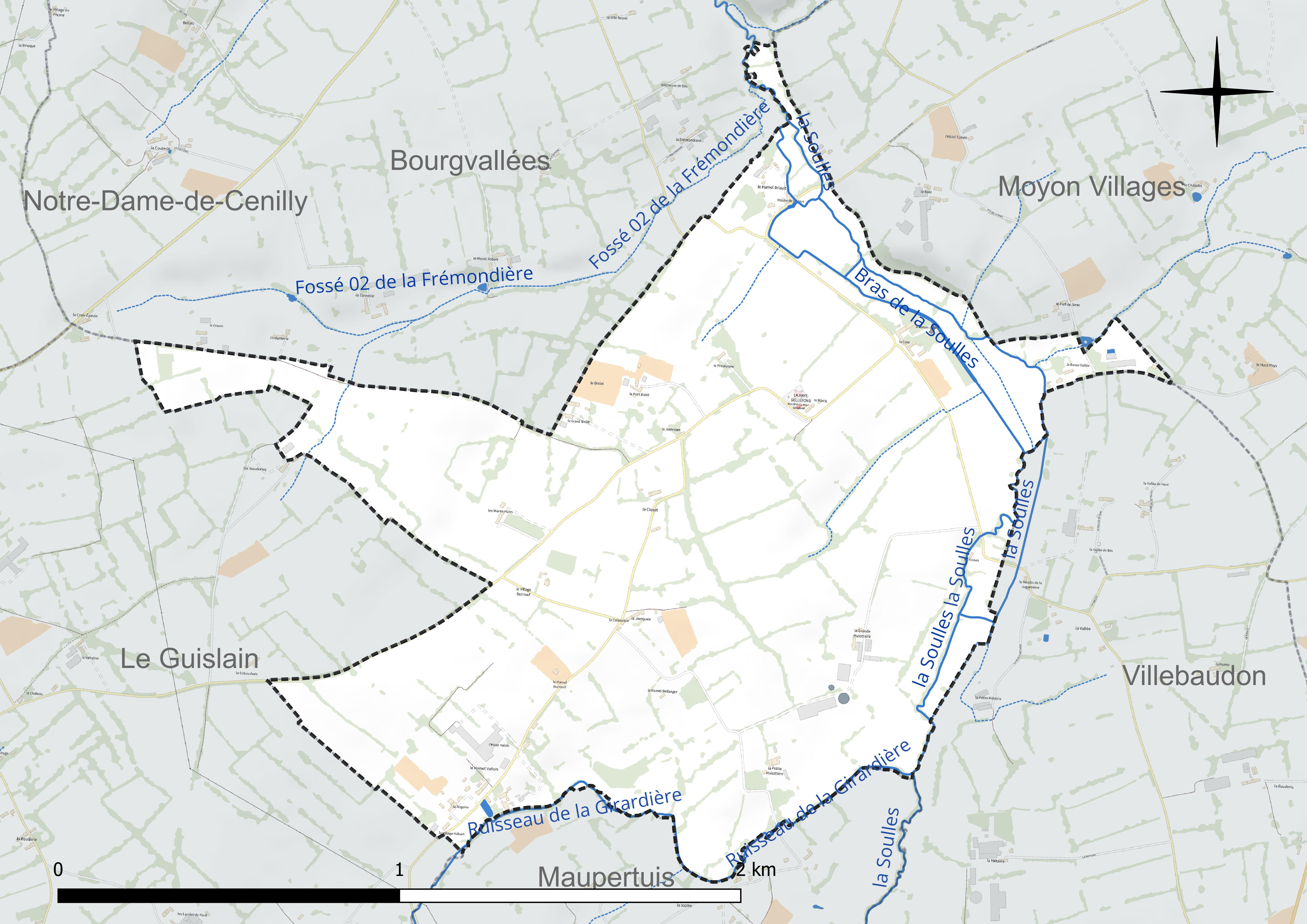
Réseau hydrographique de la La Haye-Bellefond.

### Climat
Pour des articles plus généraux, voir Climat de la Normandie et Climat de la Manche.
En 2010, le climat de la commune est de type climat océanique franc, selon une étude du CNRS s'appuyant sur une série de données couvrant la période 1971-2000. En 2020, Météo-France publie une typologie des climats de la France métropolitaine dans laquelle la commune est exposée à un climat océanique et est dans la région climatique  Normandie (Cotentin, Orne), caractérisée par une pluviométrie relativement élevée (850 mm/a) et un été frais (15,5 °C) et venté. Parallèlement le GIEC normand, un groupe régional d’experts sur le climat, différencie quant à lui, dans une étude de 2020, trois grands types de climats pour la région Normandie, nuancés à une échelle plus fine par les facteurs géographiques locaux. La commune est, selon ce zonage, exposée à un « climat contrasté des collines », correspondant au Bocage normand, bien arrosé, voire très arrosé sur les reliefs les plus exposés au flux d’ouest, et frais en raison de l’altitude.
Pour la période 1971-2000, la température annuelle moyenne est de 10,6 °C, avec une amplitude thermique annuelle de 12,3 °C. Le cumul annuel moyen de précipitations est de 1 028 mm, avec 14,5 jours de précipitations en janvier et 8,8 jours en juillet. Pour la période 1991-2020, la température moyenne annuelle observée sur la station météorologique la plus proche, située sur la commune de Cerisy-la-Salle à 9 km à vol d'oiseau, est de 11,5 °C et le cumul annuel moyen de précipitations est de 1 112,5 mm,. Pour l'avenir, les paramètres climatiques de la commune estimés pour 2050 selon différents scénarios d’émission de gaz à effet de serre sont consultables sur un site dédié publié par Météo-France en novembre 2022.

## Urbanisme

### Typologie
Au 1er janvier 2024, La Haye-Bellefond est catégorisée commune rurale à habitat très dispersé, selon la nouvelle grille communale de densité à sept niveaux définie par l'Insee en 2022.
Elle est située hors unité urbaine. Par ailleurs la commune fait partie de l'aire d'attraction de Saint-Lô, dont elle est une commune de la couronne,. Cette aire, qui regroupe 63 communes, est catégorisée dans les aires de 50 000 à moins de 200 000 habitants,.

### Occupation des sols
L'occupation des sols de la commune, telle qu'elle ressort de la base de données européenne d’occupation biophysique des sols Corine Land Cover (CLC), est marquée par l'importance des territoires agricoles (100 % en 2018), une proportion identique à celle de 1990 (100 %). La répartition détaillée en 2018 est la suivante : prairies (57,7 %), terres arables (26,8 %), zones agricoles hétérogènes (15,5 %). L'évolution de l’occupation des sols de la commune et de ses infrastructures peut être observée sur les différentes représentations cartographiques du territoire : la carte de Cassini (XVIIIe siècle), la carte d'état-major (1820-1866) et les cartes ou photos aériennes de l'IGN pour la période actuelle (1950 à aujourd'hui).

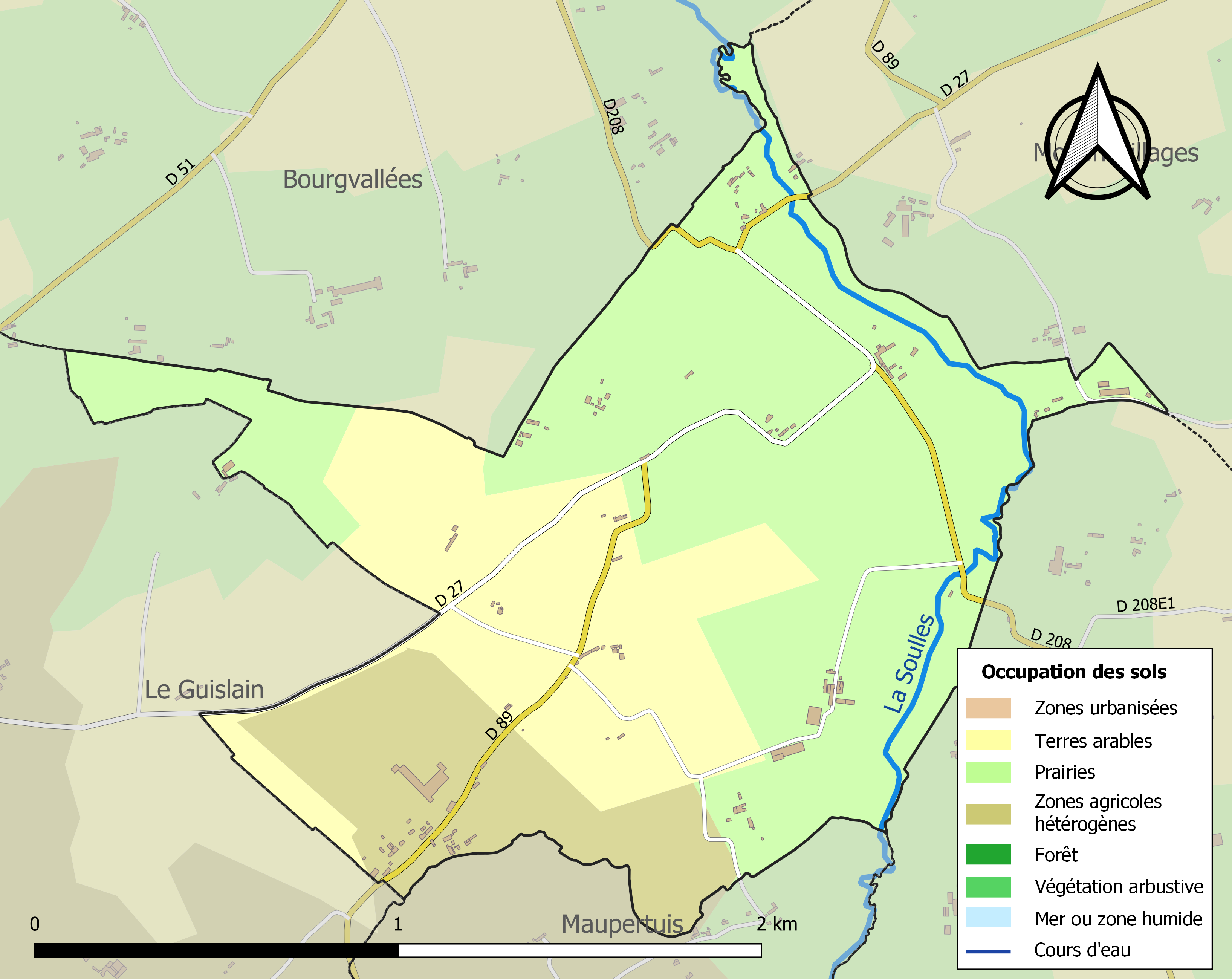
Carte des infrastructures et de l'occupation des sols de la commune en 2018 (CLC).

## Toponymie
Le nom de la localité est attesté sous les formes Haya Hugonis en 1231, Haia Hugonis en 1332, La Haye-Hue en 1677, Lahaye Bellefond en 1689 et prend définitivement son nom actuel en 1801.
Toponyme médiéval issu de l'ancien français haie « haie, clôture ; lisière de bois ; bois servant de clôture ; garenne, bois clos servant de réserve de gibier ». Ce nom pourrait être en relation avec l'ancien massif forestier dont le bois de Moyon représente la trace actuelle la plus importante ; dans ce cas, comme le pense François de Beaurepaire, le mot haie a pu avoir ici le sens de « lisière de bois ».
Le changement de nom la Haye-Hue en la Haye-Bellefond est consécutif à la vente de la seigneurie en 1619 par Jean de La Haye Hue à Bernardin de Gigault, seigneur de Bellefond, gouverneur du château de Caen, grand-père du maréchal de Bellefond.
Le gentilé est Hayons.

## Histoire
La famille de la Haye-Hue est l'une des plus anciennes lignées de Normandie remontant à Richard Turstin Haldup, baron de la Haye-du-Puits. Un jean de la Haye-Hue était à la première croisade avec le duc Robert Courteheuse.
Sous l'Ancien Régime, la paroisse relevait du bailliage principal du Cotentin ou de Coutances. Elle dépendait de l'élection de Saint-Lô, de la généralité de Caen. Elle dépendait à la sergenterie de Moyon.

## Politique et administration
| Période                                  | Période   | Identité      | Étiquette | Qualité           |
| ---------------------------------------- | --------- | ------------- | --------- | ----------------- |
| 1925                                     | 1971      | Arsène Quétel |           |                   |
| 1971                                     | mars 2001 | Roland Quétel | SE        | Agriculteur       |
| mars 2001                                | En cours  | Pascal Renouf | DVD       | Employé de banque |
| Les données manquantes sont à compléter. |           |               |           |                   |

Le conseil municipal est composé de sept membres dont le maire et un adjoint.

## Population et société

### Démographie
L'évolution du nombre d'habitants est connue à travers les recensements de la population effectués dans la commune depuis 1793. Pour les communes de moins de 10 000 habitants, une enquête de recensement portant sur toute la population est réalisée tous les cinq ans, les populations de référence des années intermédiaires étant quant à elles estimées par interpolation ou extrapolation. Pour la commune, le premier recensement exhaustif entrant dans le cadre du nouveau dispositif a été réalisé en 2007.
En 2022, la commune comptait 67 habitants, en évolution de −19,28 % par rapport à 2016 (Manche : −0,31 %, France hors Mayotte : +2,11 %).
La Haye-Bellefond a compté jusqu'à 342 habitants en 1821.
| 1793 | 1800 | 1806 | 1821 | 1831 | 1836 | 1841 | 1846 | 1851 |
| ---- | ---- | ---- | ---- | ---- | ---- | ---- | ---- | ---- |
| 309  | 309  | 303  | 342  | 290  | 306  | 319  | 301  | 289  |

| 1856 | 1861 | 1866 | 1872 | 1876 | 1881 | 1886 | 1891 | 1896 |
| ---- | ---- | ---- | ---- | ---- | ---- | ---- | ---- | ---- |
| 286  | 283  | 250  | 235  | 219  | 198  | 192  | 173  | 165  |

| 1901 | 1906 | 1911 | 1921 | 1926 | 1931 | 1936 | 1946 | 1954 |
| ---- | ---- | ---- | ---- | ---- | ---- | ---- | ---- | ---- |
| 165  | 159  | 164  | 123  | 125  | 126  | 130  | 148  | 152  |

| 1962 | 1968 | 1975 | 1982 | 1990 | 1999 | 2006 | 2007 | 2012 |
| ---- | ---- | ---- | ---- | ---- | ---- | ---- | ---- | ---- |
| 136  | 128  | 102  | 75   | 62   | 69   | 73   | 73   | 84   |

| 2017 | 2022 | - | - | - | - | - | - | - |
| ---- | ---- | - | - | - | - | - | - | - |
| 83   | 67   | - | - | - | - | - | - | - |

### Santé
L’hôpital le plus proche est le centre hospitalier de Saint-Lô qui est à 17 km du bourg de la commune. Le centre hospitalier de Coutances est à 24 km.

## Culture locale et patrimoine

### Lieux et monuments

#### Château de la Cour
Le château de la Cour a été édifié vers la fin du XVIe siècle par Philippe de la Haye et son épouse Barbe Le Marquetel. Leur fils, Jean de la Haye-Hue (1564-v. 1619) le cède, avec la seigneurie, à Bernardin Gigault de Bellefonds et de l'Isle-Marie,. La porte charretière est flanquée de deux tours avec des bouches à feu (XVIe). Une cheminée est millésimée 1583.

#### Église Saint-Nicolas
L'église Saint-Nicolas a été édifiée au XVIe siècle. Elle a été modifiée au XVIIe avec la construction d'une crypte funéraire familiale et la chapelle seigneuriale par Gigault de Bellefonds. La tour-porche a été refaite au XIXe siècle.
Elle abrite un maître-autel (XVIIe), bénitiers (XVIIe), un lutrin à bâtière, une poutre de gloire (XVIe), les tableaux Mise au tombeau (XVIIe) et l'Assomption (XVIIIe) et dans l'entrée deux pierres tombales 1685 et XVIIIe siècle.

#### Ancien moulin Briault
Le moulin Briault, sur la Soulles, a été édifié en 1668. Sur celui-ci deux sonnets de la complainte du meunier ont été gravés en 1669. Lors de la Seconde Guerre mondiale, le moulin a été en partie détruit puis reconstruit.

#### Autres lieux et monuments
- Croix de cimetière (XVIIe siècle), dalles funéraires des XVIIe et XVIIIe siècles et scellées dans le mur du cimetière des pierres tombales datées 1626, 1770.

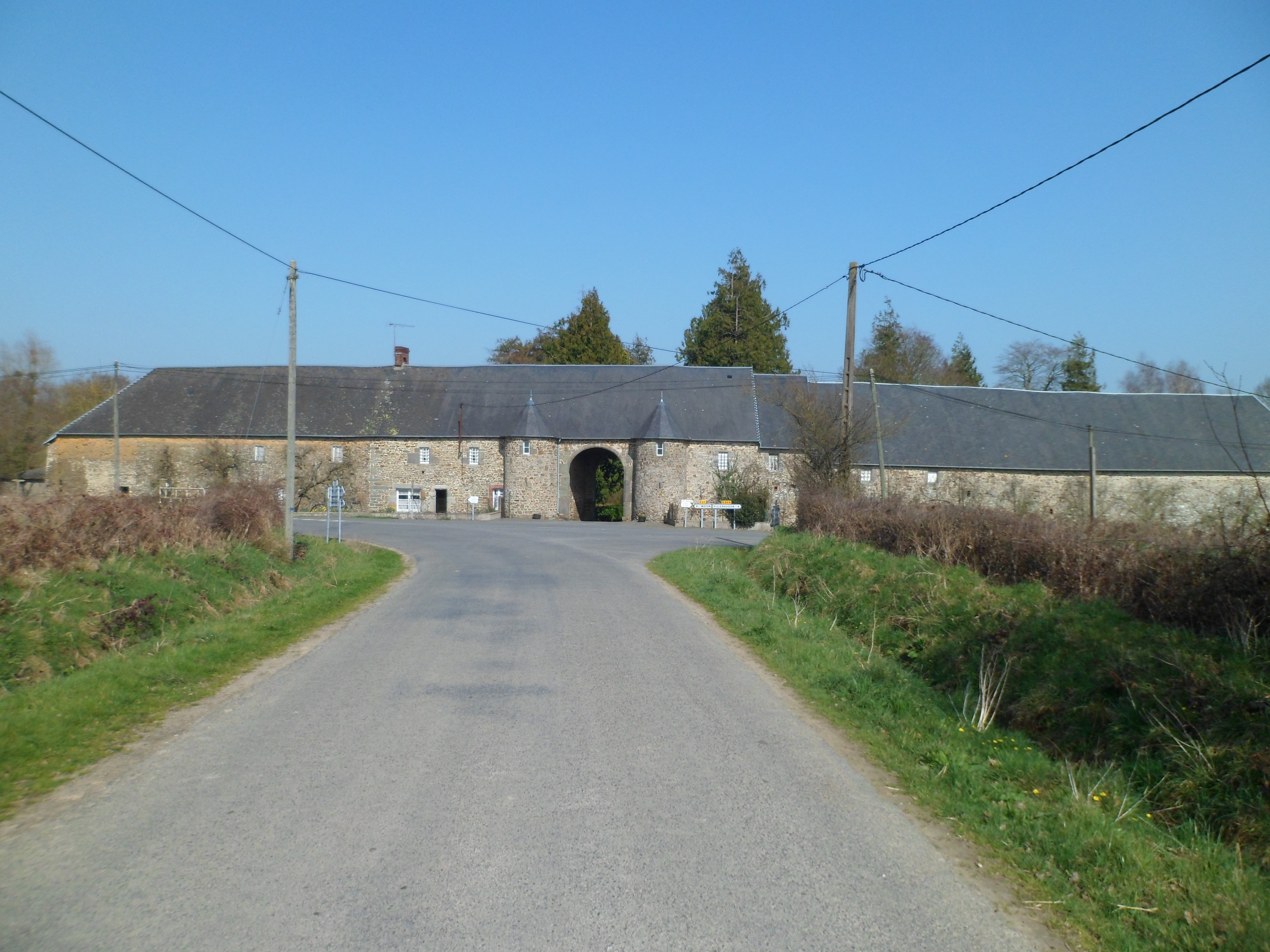
Le château de la Cour.
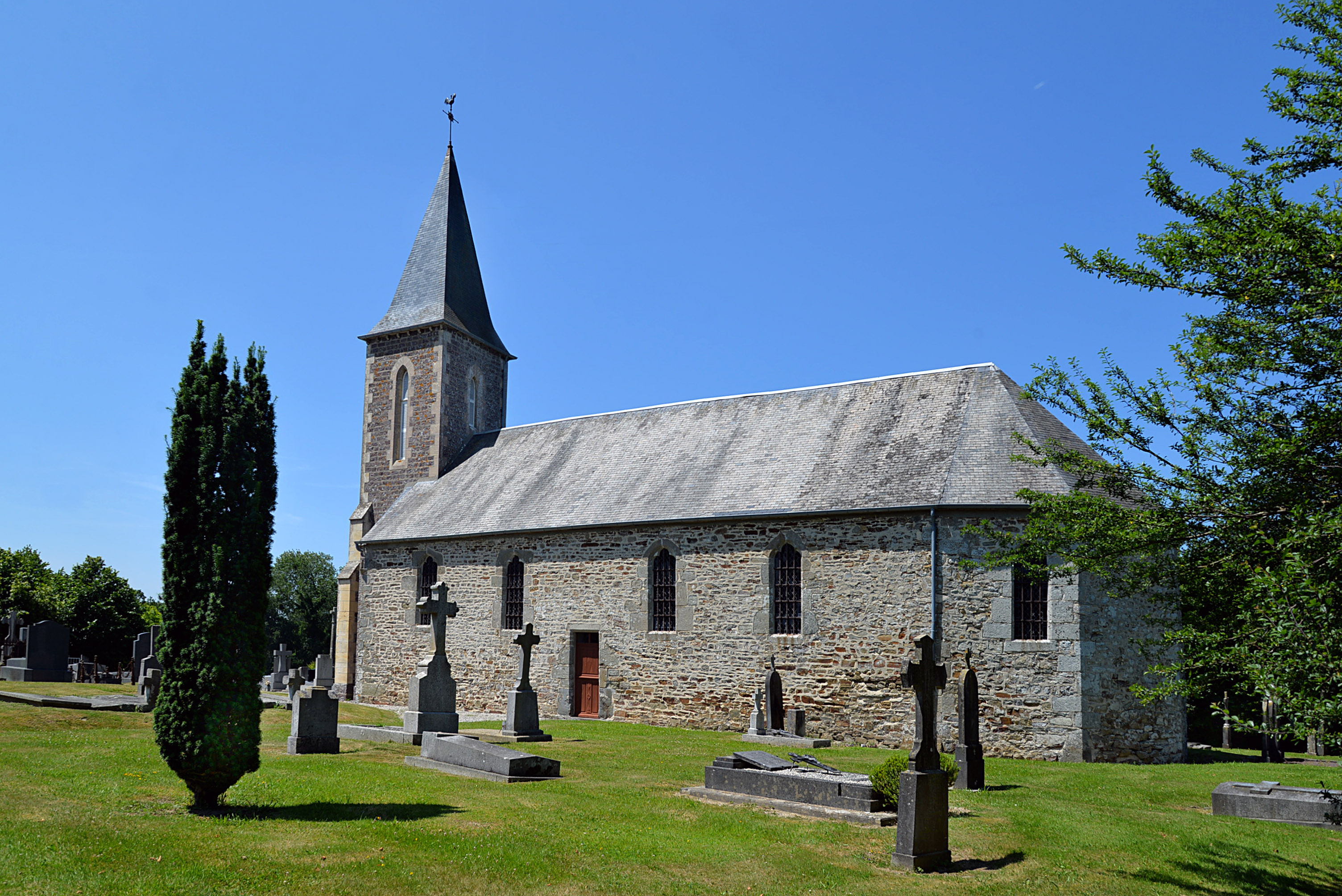
L’église Saint-Nicolas.